# Villaespasa
Villaespasa ist ein Ort und eine kleine Gemeinde (municipio) mit 22 Einwohnern (Stand: 2024) in der nordspanischen Provinz Burgos in der Autonomen Gemeinschaft Kastilien-León. Sie ist Teil der Comarca Sierra de la Demanda. Zur Gemeinde gehört neben dem Hauptort Villaespasa noch die Ortschaft Rupelo.

## Lage und Klima
Villaespasa liegt im Herzen der Sierra de la Demanda in einer Höhe von etwa 960 m. Die Provinzhauptstadt Burgos ist knapp 48 km in nordwestlicher Richtung entfernt. Das Klima im Winter ist rau, im Sommer dagegen gemäßigt und warm; der für spanische Verhältnisse ausreichende Regen (ca. 714 mm/Jahr) fällt überwiegend im Winterhalbjahr.

## Bevölkerungsentwicklung
| Jahr      | 1970 | 1981 | 1991 | 2001 | 2011 | 2021 |
| Einwohner | 101  | 53   | 44   | 29   | 18   | 27   |

## Sehenswürdigkeiten
- Eulalia-Kirche (Iglesia de Santa Eulalia) in Villaespasa
- Stefanuskirche (Iglesia de San Esteban Protomártir) in Rupelo

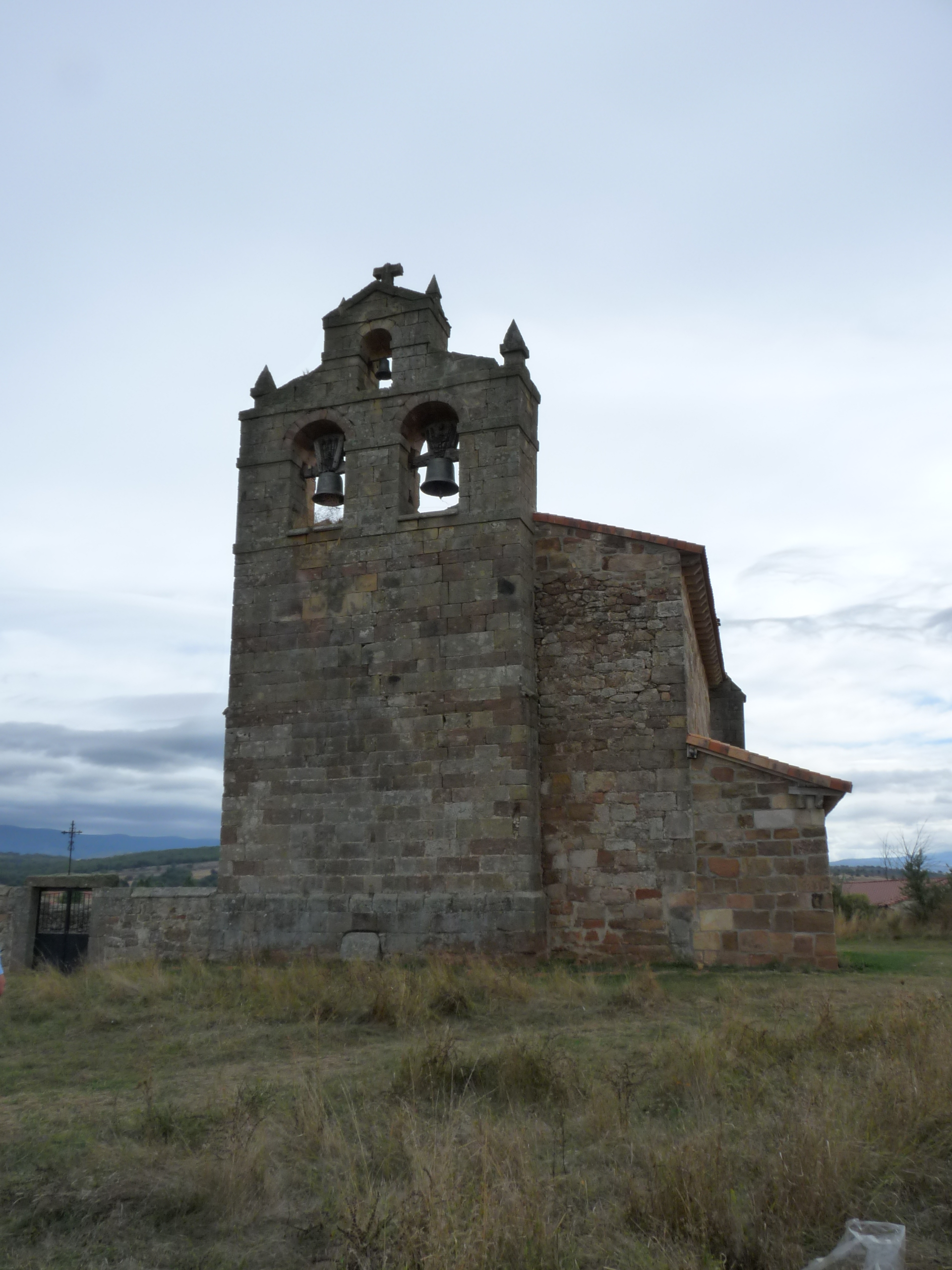
Eulalia-Kirche